# San José (El Salvador)
San José è un comune del dipartimento di La Unión, in El Salvador.